# 钟点工 (小品)
钟点工为赵本山、宋丹丹于2000年中国中央电视台春节联欢晚会上所表演的一段小品。

## 剧情简介
小品讲述了一个农村来的大叔（赵本山饰）被儿子接到城市来后因为不适应城市的生活方式而闷闷不乐，于是儿子请了一个专门做心理服务的钟点工（宋丹丹饰）来帮助他走出心理障碍；然而大叔因为不明钟点工来意，因而闹出了一串笑话。

## 关于
- 小品显示了当下中国空巢老人的生活之空虚。
- 另外值得注意的是，《钟点工》一剧也是中国大陆网络名词「马甲」的起源。

## 经典场面与台词
- 宋丹丹：说要把大象装冰箱，总共分几步？哈哈哈哈，三步。第一步，把冰箱门打开，第二步，把大象装进去，第三步，把冰箱门带上。……说动物园召开全体动物联欢大会，哪个动物没有来？……大象呗！在冰箱里头关着呢！
- （宋丹丹身着红色马甲听赵本山讲笑话）
- 赵本山：说有一只老虎被蛇咬了一口，老虎急了就一直追呀追，追到一条小河边，这蛇“嗖”钻进去了，老虎就坐在岸上等，“小样儿，我就不信你不出来！”不一会儿水里出来一只王八，老虎上去就给按住了：“小样儿，你以为你穿上马甲我就不认识你啦！”
- （宋丹丹怒视赵本山，赵看见了宋的红马甲，大窘）
- 赵本山：大妹子！我重讲！我讲错了，是一王八钻水里了然后出一条蛇，老虎说的“你把马甲脱了我照样认识你！”
- （宋正怒脱马甲，闻言更怒，赵回头看见宋脱了马甲，更窘）
- 赵本山：（讪笑）大妹子……你瞅我给你讲笑话，你老整个马甲配合我干啥玩意啊……
- 宋丹丹：（怒拎包站起，不顾沙发上刚脱的马甲）走了！太伤自尊了！
- 赵本山：大妹子！马甲！……我穿上行不？……你就讲，说蛇钻水里去了，不一会儿我穿个马甲就上来了！